# Clotada

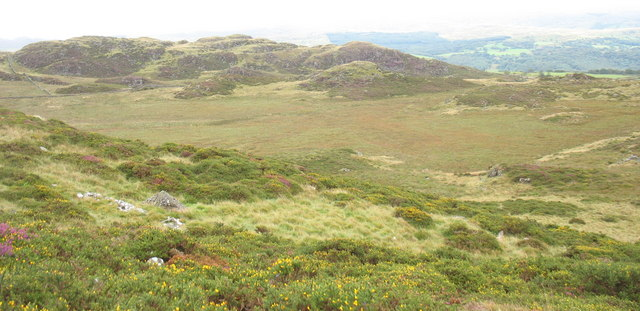
Clotada entre turons a les muntanyes de Gales, Rhydymain, Dolgellau, Regne Unit

Una clotada és una part d'un terreny que es troba més baixa que la zona que l'envolta. (Geografia) Concavitat o enfonsament gran en la terra. Pla extens entre muntanyes. Situat/situada a un nivell més baix respecte al dels terrenys perifèrics. Sinònims: fondalada, clota, sotalada Formes i accidents del relleu (Geologia) Clot gran, terreny enclotat. Espai de terreny entre terrenys més alts. Depressió(es hondonada; en hollow; fr enfonçure).
El terme clotada és emprat per a anomenar aquests accidents geogràfics i formes del relleu a Catalunya, País Valencià i les Illes.
La Clotada del Portell, entre les serres de Carreu i Sant Corneli, als municipis de Conca de Dalt i Isona i Conca Dellà (Hortoneda de la Conca) al Pallars Jussà. El lloc és un fons de rierol amb poc pendent pròxim a l'Espluga de les Egües a la pista forestal del Portell.
Sa Clotada és una de les clotades més fondes de la zona de ses Clotades, a l'illa de Formentera. De fet, només té una altura sobre el nivell de la mar de 0,20 m, i és envoltada de petites elevacions arenoses l'altura de les quals oscil·la entre els 6 i els 14 m. És just a ponent dels terços d'en Joan Maians. La Clotada d'en Jover, pròxima a les clotades, és un indret de l'interior de l'illa de Formentera a l'antiga vénda des Carnatge, pròxima als Arenals i a l'embarcador des Valencians. Es troba documentada ja l'any 1773.
La Clotada també és el nom d'un paratge o partida de terra al municipi de Sellent a la Ribera Alta

## Topònims a Catalunya
La Clotada; Clotada del Llop; Clotada de Sicard; Clotada de Millà; Clotada de Naorte; Clotada de Guiló; Clotada del Freixes; Clotada del Portell; Clotada de l'Hostal; Clotada de Salibarri; Clotada de Mas Moió; Clotada de Vilardaga; Clotada de les Hedres; Clotada del Migsenyor; Clotada de Mas Barnola; Clotada de les Pusobertes; Clotada del Camí de Ponts; Clotada de la Casa Nova de Sangrà; la Clotada del Mas del Nas; la Clotada de les Pedrisses.